# Lupka
Lupka este o arie protejată (arie specială de conservare — SAC, sit de importanță comunitară — SCI) din Slovacia întinsă pe o suprafață de 22,63 ha, integral pe uscat.

## Localizare
Centrul sitului Lupka este situat la coordonatele 48°20′19″N 18°04′31″E / 48.338726°N 18.075153°E.

## Înființare
Situl Lupka a fost declarat sit de importanță comunitară în septembrie 2015 pentru a proteja 2 specii de plante. Situl a fost protejat și ca arie specială de conservare în octombrie 2017.

## Biodiversitate
Situată în ecoregiunea alpină, aria protejată conține 4 habitate naturale: Tufărișuri subcontinentale peripanonice, Pajiști stepice subpanonice, Păduri panonice cu Quercus pubescens, Păduri panonice cu Quercus petraea și Carpinus betulus.
La baza desemnării sitului se află mai multe specii protejate de  plante (2): sisinei (Pulsatilla grandis), Thlaspi jankae.